# 苏美尔宗教

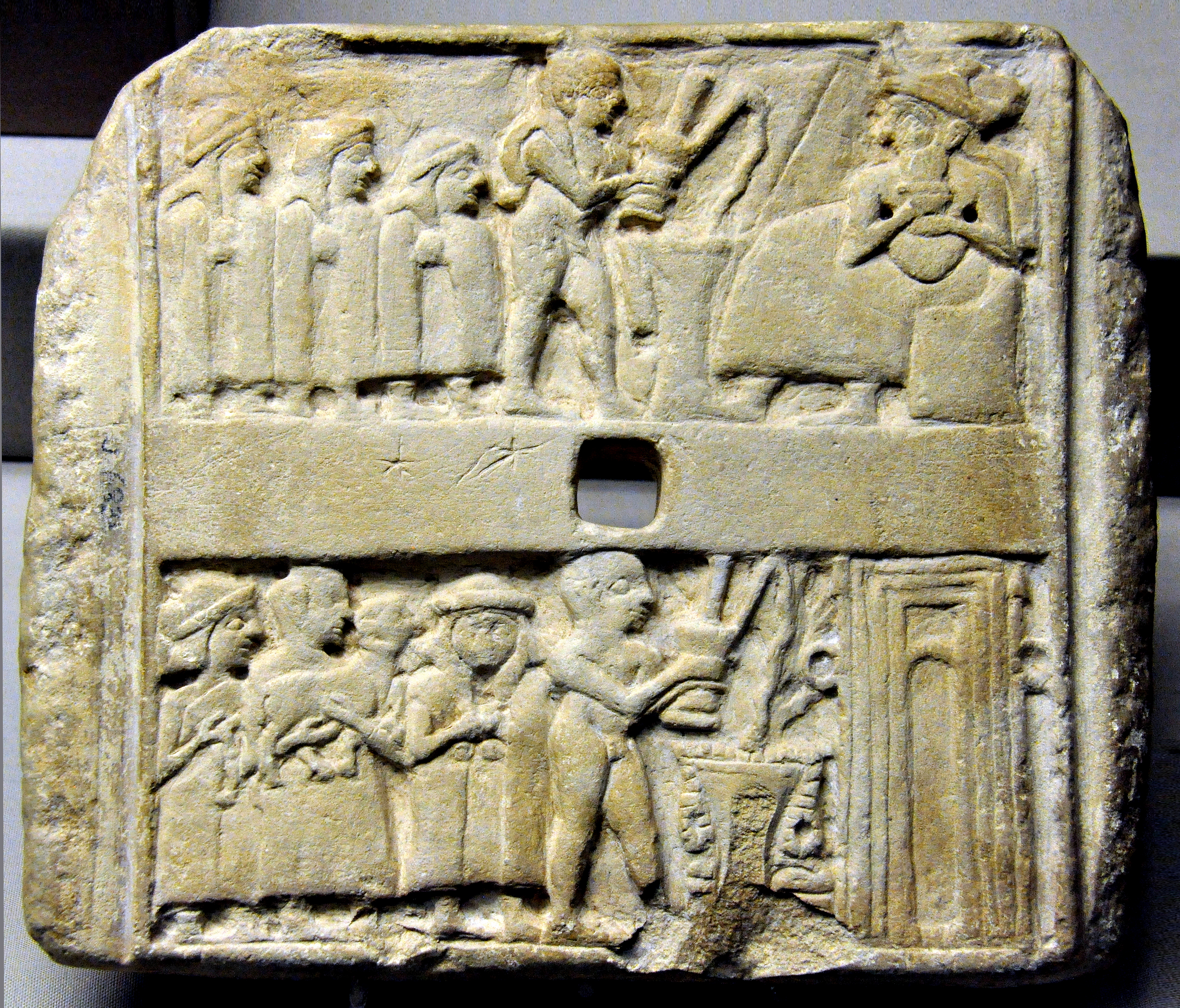
苏美尔神话

蘇美宗教是古代苏美尔的人民所信奉的宗教與相關的神话故事。苏美尔是古代美索不达米亚地区第一个有文字的文明。苏美尔人视其神祇为与自然和社会秩序有关的一切事物的掌管者。
在苏美尔王权时代开始之前，诸城邦是由神权祭司和宗教官员统治的。随后，国王取代了这一角色，但祭司仍对苏美尔社会拥有巨大影响。早期苏美尔神庙是简单的单室结构，偶尔建造在高架平台上。接近苏美尔文明覆灭时，这些神庙发展为高耸的金字塔形，祭拜堂设在顶部。
苏美尔人认为，宇宙是经过了一系列创世事件而形成的。起初，纳木（始祖水）生出了安（天）和祺（地）。安和祺交配从而生出了恩利尔。恩利尔将天国与大地分隔开来，并宣称大地为其领土。苏美尔人认为人类是恩奇创造的，恩奇是安和纳木的儿子。天国专供众神居住；而凡人死后的灵魂，不论生前行为如何，统统都会前往冥界，在苏美尔语里被称为库尔（Kur），是位于大地下方一个寒冷黑暗的洞穴，由女神埃列什基伽勒统治，那里唯一的食物是干尘。后来，人们认为埃列什基伽勒与她的丈夫内尔伽勒共同统治冥界。
苏美尔神殿中的主要神祇包括：安（天国之神）、恩利尔（风雨之神）、恩奇（水与人类文化之神）、宁胡尔萨格（肥沃和土地之神）、乌图（太阳和正义之神）以及其父亲南纳（月神）。在阿卡德帝国以及以后的时期，性、美与战争的女神伊南娜在整个苏美尔受到广泛的祭拜，并出现在许多神话故事中，例如伊南娜前往冥界的著名故事。
苏美尔宗教极大地影响了后来的美索不达米亚诸民族的宗教信仰；它的元素可见于胡里安人、阿卡德人、巴比伦人、亚述人以及其他中东族群的信仰中。比较神话学的研究者们还注意到，苏美尔神话与更晚出现的希伯来圣经早期故事之间存在诸多相似之处。

## 祭拜

### 楔形文字
在文字被创造之前，苏美尔神话通过口耳相传的形式传播。目前发现的最早传说是吉尔伽美什史诗，该作品就是用苏美尔语书记录于泥石板上的，苏美尔楔形文字最早只是用于保存文件，直到早王朝末期宗教文本才大规模出现，主要是神殿颂歌和符咒。承载文字的原材料除了粘土，还有石头。书写工具往往是楔形的小芦苇杆。

### 建筑
早期苏美尔神庙是简单的单室结构，偶尔建造在高架平台上。在早王朝时期，神殿开始具备高起的平台和多室结构。接近苏美尔文明覆灭时，金字塔形建筑在美索不达米亚宗教场所中变得更为常见。神殿原本是文化、宗教和政治中心；随后，约公元前2500年，一个名为卢伽尔（字面意思为“男人”+“大”）的国王凭借军事力量崛起，政治和军事领袖获得了独立的崇拜场所。

### 祭司阶层和宗教仪式
在卢伽尔崛起之前，苏美尔城邦处于神权政府的统治下，统治者为掌管本地神祇信仰的大祭司，他们被称作恩或恩西，女性大祭司则被成为宁。祭司负责维持城邦的文化生活和宗教传统，并被视为沟通人间和宇宙力量的纽带，他们常驻于神殿内，管理城邦政务，包括关系文明生死存亡的大型灌溉工程。
据记载，在乌尔第三王朝，苏美尔城邦拉格什拥有62名“哀歌祭司”，并伴有180名演唱者及乐器演奏者。

## 宇宙观
苏美尔人将宇宙视为一个封闭的穹顶，四周主要是盐水海。穹顶的基座即构成了大地，而大地下方则存在着一个地下世界（冥界）和一个名为阿勃祖的淡水海。圆顶苍穹之神，名叫安；大地之神，名叫祺。起初，人们认为地下世界是女神祺的延伸，但后来逐步发展出了库尔（Kur）的概念。咸水海名为纳木，后来在苏美尔复兴时期（乌尔第三王朝）被称为迪亚马特。

### 创世传说
苏美尔创世传说的主要文献来源是《吉尔伽美什史诗》的序言:30–33，简要描述了创世的过程：最初，只有纳木，即始祖海:37–40；然后纳木生出了安（天神）和祺（地神）:37–40。安和祺交配从而使祺生出了恩利尔，风、雨、暴之神:37–40。恩利尔将安与祺分隔开来，并将大地作为其辖域，而安则掌管天国:37–41。

### 天
古代美索不达米亚居民将天视为一系列笼罩平坦大地的圆顶（通常而言是3个圆顶，有时则为7个）:180，每层圆顶由不同种类的石头制成:203。最低一层是碧玉，星星就位于这里；中间一层由萨吉尔穆特石头制成，是众神的住所；最高也最远的一层圆顶则是卢卢达尼图石头制成，是天神安的化身。星宿也等同于某些特定的神灵:203。金星是爱、性与战争女神伊南娜，太阳是她的哥哥正义之神乌图，月亮则是他们的父亲南纳:203。普通凡人无法上天国，因为天国专供神居住。一个人死后，其灵魂去往库尔，那是位于地表下方的一个漆黑幽暗的世界。

### 冥界
苏美尔的地下世界是一个黑暗恐怖的洞穴，那里的居民以影子的形式继续着他们在大地上的生活。这个幽暗的地域被称为库尔（Kur）:58，其统治者为女神埃列什基伽勒:184。所有的灵魂都去往同一个冥界，一个人生前的行为完全不影响他/她在冥界的遭遇。
库尔的灵魂只吃干尘:58。死者的家属举行仪式，通过粘土管将祭酒倒入死者的坟墓中，从而使死者得以饮酒。然而，有人认为富人坟墓中的宝藏实际上是供奉给乌图和阿努纳奇的，以便死者在冥界中得到特别的恩惠。在乌尔第三王朝时期，人们认为死者在冥界受到的对待取决于其埋葬方式，那些被厚葬的人将会受到优待，而那些被草草埋葬的人则会沦落糟糕的境地，并会纠缠生者:58。
苏美尔人认为库尔的入口位于东方的札格罗斯山脉，每个灵魂都需要通过库尔的七个大门。守门者是涅蒂:184。埃列什基伽勒的信使是纳姆塔尔。伽卢，一群居住在冥界的魔怪，其主要职责可能是将不幸的凡人抓回库尔，他们多次出现在与魔法有关的文献中，有些文献称其有七个，有几篇诗歌描述了伽卢将牧神杜姆齐德逮捕至冥界的故事。后来的美索不达米亚居民用东闪米特语的名字称呼冥界：伊尔卡拉。在阿卡德时期，冥界之王的角色由死神内尔伽勒担任:184，而不是埃列什基伽勒。阿卡德人使内尔伽勒成为埃列什基伽勒的丈夫，来构建两人对冥界的共同统治。

## 众神

### 发展历程
历史学界的普遍共识是，苏美尔文明始于公元前4500年至前4000年间，然而最早的历史记录出现在公元前2900年左右。苏美尔人最初遵奉多神信仰，其拟人化的神祇反映宇宙和大地的种种力量。最早的苏美尔文学作品出现于公元前三千年，其中确立勒四个主要的神：安、恩利尔、宁胡尔萨格和恩奇。人们认为这些早期神祇偶尔会互相戏弄，但总体上是参与合作性、创造性的秩序创建。
公元前第三个千年中期，苏美尔社会的城市化程度加深，导致苏美尔诸神开始丧失与自然的联系而成为各个城邦的守护神。每个苏美尔城邦都有自己特定的守护神，城邦居民认为该神保护他们的城邦及其利益。通过考古发现了这些苏美尔诸神数量巨大，他们的重要性和彼此之间的联系通过楔形文字泥石板的研究而被我们认识。
公元前第三个千年末期，苏美尔人被阿卡德人征服。阿卡德人将他们的神灵和苏美尔诸神结合在一起，给苏美尔宗教添上了闪米特色彩。男性神灵占据统治地位，诸神完全丧失了他们最初与自然现象的关联。人们认为神灵生活在具备阶级结构的封建社会里，有权力的神灵如恩奇和伊南娜从主神恩利尔获得他们的力量。

### 主要神祇
大多数苏美尔神灵都属于安努纳（安的子嗣），而包括恩利尔和伊南娜在内的七位神灵则属于“冥界法官”，被称为安努纳奇（安的子嗣+祺）。据称，在乌尔第三王朝，苏美尔神殿共有3600名神灵。
恩利尔是大气、狂风和暴雨之神，他也是苏美尔众神里的主神以及尼普尔城的守护神。最初他的配偶是南风之神宁利勒，她是尼普尔的女守护神之一，和恩利尔居住在同一间神殿里。尼努尔塔是恩利尔和宁利勒的儿子，被奉为战争和农事之神以及苏美尔诸位风神之一，他是吉尔苏的守护神以及拉格什的守护神之一。
恩奇是淡水、男性生育力和知识之神。他最重要的信仰中心是位于埃里都城的埃-阿勃祖神殿。他是人类的守护神和创造者，以及人类文化的支持者。他最初的配偶为土地之神宁胡尔萨格。宁胡尔萨格在科什城和阿达卜城受到供奉。
伊南娜是苏美尔人的爱、性、娼和战争之女神。她是金星——晨星和昏星——的神格化身。她主要的信仰中心是位于乌鲁克城的埃安纳神殿，该神殿最初是献给安的。可能有神格化的国王通过女祭司安排了她和杜姆齐德的婚姻。关于她的父母，说法不一，在多数神话里，她通常是南纳和宁伽勒的女儿，但在另一些故事里，她是恩奇或安与一位不知名母亲的女儿。苏美尔神话里关于她的故事多于任何其他一位神灵:101。这些传说中有许多都是涉及她试图反抗其他神域的控制。
乌图是太阳神，他主要的祭拜中心是西帕尔城的埃-巴巴尔神殿。乌图主要被视为正义的掌管者，保护正义之士，惩戒邪恶之人。南纳是月亮和智慧之神，他是乌图的父亲，是乌尔城的守护神之一，他也有可能是伊南娜和埃列什基伽勒的父亲。宁伽勒是南纳的妻子，也是乌图、伊南娜和埃列什基伽勒的母亲。
埃列什基伽勒是苏美尔冥界的女神，冥界被称为库尔（Kur）。她是伊南娜的姐姐。在晚期的传说里，她的丈夫是内尔伽勒。冥界大门的守卫神则是涅蒂。
纳木是始祖海，她生下了安（天）和祺（地）以及最早的神灵。她后来被称为迪亚马特。安是苏美尔天国之神，他是所有其他主神的祖先，也是乌鲁克城的守护神。

## 后世影响

### 阿卡德人
苏美尔人与讲闪米特语的阿卡德人有着长期的语言和文化交流。在阿卡德的萨尔贡大帝于公元前2340年篡夺苏美尔人的土地之前，阿卡德人世代生活在美索不达米亚北部。苏美尔神话和宗教习俗迅速进入阿卡德文化，大概是与阿卡德人的原初信仰体系相互融合，而阿卡德最初的信仰在历史长河中已不为人知。苏美尔诸神在阿卡德文化里都发展出了对应者，其中一些在巴比伦和亚述统治之前基本上完全相同。例如，苏美尔的神安，在阿卡德人的对应者是安努；苏美尔人的神恩奇则成为了埃亚；尼努尔塔和恩利尔保留了他们的苏美尔名字。

### 巴比伦人
公元前17世纪中叶，亚摩利-巴比伦人已在美索不达米亚南部取得统治地位。在古巴比伦时期，苏美尔语和阿卡德语仍作为宗教语言使用，今天已知的苏美尔神话文献中一大部分都是来自这一时期，它们要么是苏美尔文本的誊写版（最典型的例子是巴比伦版的《吉尔伽美什史诗》），要么是受到苏美尔和阿卡德影响的巴比伦神话文献（典例如《埃努瑪·埃利什》）。苏美尔-阿卡德众神体系发生了变化，最主要的是引入了一个新的至尊神灵，马尔杜克。在古巴比伦时期，苏美尔女神伊南娜则发展成了其对应者伊什塔尔。

### 胡里安人
胡里安人接纳了阿卡德的神安努成为其众神的一员，这一时间不晚于公元前1200年。其他进入胡里安人众神体系的苏美尔和阿卡德神灵还包括阿雅斯（胡里特版的埃亚）、沙乌什卡（胡里特版的伊什塔尔）和宁利勒。

### 希伯来圣经
希伯来圣经较旧部分的一些故事，与苏美尔神话故事有许多相似之处。例如，圣经记述的诺亚和大洪水与尼普尔出土的一块泥石板记录的苏美尔洪水传说惊人地相似。犹太传说里对冥界的描述，与苏美尔的库尔以及巴比伦的伊尔卡拉非常类似。苏美尔历史学家塞缪尔·诺亚·克莱默也注意到许多苏美尔和阿卡德谚语与更晚出现的希伯来谚语之间的相似之处，这些希伯来谚语有很多都记录在《箴言》一书中。